# Zala (Ungheria)
Zala è un comune dell'Ungheria di 272 abitanti (dati 2001) situato nella contea di Somogy, nell'Ungheria centro-occidentale.